# Ентеровірус людини C
Ентеровірус людини C (Enterovirus C) — вид ентеровірусу. До виду належить поліовірус, що є причиною поліомієліту. Є три серотипи поліовірусу — PV1, PV2 і PV3. Інші підтипи ентеровірусу C включають EV-C95, EV-С96, EV-C99, EV-C102, EV-C104, EV-C105, EV-C109, EV-C116, EV-C117 і EV-C118. Деякі з них можуть спричиняти поліомієлітоподібне захворювання з гострим млявим паралічем.